# Brechen (Hückeswagen)
Brechen, im 19. Jahrhundert auch Brecken, war eine Hofschaft in Hückeswagen im Oberbergischen Kreis im Regierungsbezirk Köln in Nordrhein-Westfalen (Deutschland). Die Hofschaft fiel in der zweiten Hälfte des 19. Jahrhunderts wüst.

## Lage und Beschreibung
Brechen lag im Tal des Scheuerbachs im östlichen Hückeswagen an der Grenze zu Radevormwald. Nachbarorte waren Scheuer, Niederdahlhausen, Herweg, Heinhausen, Fockenhausen und  Siepersbever auf Hückeswagener und Lichteneichen und Hönde auf Radevormwalder Stadtgebiet. Ebenfalls abgegangen ist Oberdahlhausen.
Die Hofschaft war über eine Zufahrtsstraße aus Richtung Siepersbever erreichbar.

## Geschichte
1484 wurde der Ort das erste Mal in Kirchenrechnungen urkundlich erwähnt. Schreibweise der Erstnennung: Breckmann. Die Karte Topographia Ducatus Montani aus dem Jahre 1715 zeigt den Hof als Brecken. Im 18. Jahrhundert gehörte der Ort zum bergischen Amt Bornefeld-Hückeswagen.
1815/16 lebten 18 Einwohner im Ort. 1832 gehörte Brechen unter dem Namen Brecken der Herdingsfelder Honschaft an, die ein Teil der Hückeswagener Außenbürgerschaft innerhalb der Bürgermeisterei Hückeswagen war. Der laut der Statistik und Topographie des Regierungsbezirks Düsseldorf als Weiler kategorisierte Ort hatte zu dieser Zeit zwei Wohnhäuser und vier landwirtschaftliche Gebäude. Zu dieser Zeit lebten 15 Einwohner im Ort, allesamt evangelischen Glaubens.
Im Gemeindelexikon für die Provinz Rheinland werden 1885 zwei Wohnhaus mit vier Einwohnern angegeben. Der Ort gehörte zu dieser Zeit zur Landgemeinde Neuhückeswagen innerhalb des Kreises Lennep. In der Ausgabe von 1895 wird Brechen nicht mehr aufgeführt.